# Victor Lustig
Victor Lustig (ur. 4 stycznia 1890 w Hostinné, zm. 11 marca 1947 w Springfield, Missouri) – jeden z najbardziej znanych oszustów działających na całym świecie. Stał się znany jako „człowiek, który sprzedał wieżę Eiffla dwa razy” (ang. The man who sold the Eiffel Tower. Twice.).

## Wczesne lata
Victor Lustig urodził się w Hostinné, w Austro-Węgrzech (obecna Republika Czeska). Po osiągnięciu pełnoletności przeniósł się na zachód. Był wygadany i miał predyspozycje do uczenia się języków. Karierę oszusta rozpoczął na statkach rejsowych z Paryża do Nowego Jorku.
Jednym ze znaków towarowych Lustiga była "maszyna produkująca pieniądze", która w ciągu 6 godzin produkowała banknot 100-dolarowy. Urządzenie sprzedawane było za sporą cenę, zazwyczaj 30 000 dolarów. Skuszeni klienci liczyli, że uda im się wzbogacić na tej maszynie, jednak po 12 godzinach z urządzenia zaczynały wychodzić puste blankiety. Gdy klienci orientowali się, że zostali oszukani po Lustigu nie było już śladu. Inną nazwą tego urządzenia była "skarbonka".

## Przekręt zwieżą Eiffla

Budowa wieży

Francja w 1925 roku doszła do siebie po I wojnie światowej, a Paryż był w rozkwicie co stworzyło doskonałe środowisko dla oszustów. Wiosną Lustig przeczytał w gazecie artykuł mówiący o tym, że utrzymanie wieży Eiffla jest dla Paryża kosztowne i powoduje wiele problemów. Narodził się wtedy w jego głowie odważny plan.
Lustig przygotował w Hôtel de Crillon, jednym z najbardziej prestiżowych paryskich hoteli, sfingowane tajne spotkanie rządowe z sześcioma handlarzami złomem. Celem spotkania było omówienie ewentualnych ofert zakupu wieży Eiffla przez zaproszonych biznesmenów. Lustig przedstawił się jako zastępca dyrektora generalnego Ministerstwa Poczt i Telegrafów. Wyjaśnił, że zaproszone osoby zostały wybrane na podstawie ich dobrej reputacji jako uczciwych przedsiębiorców.
Oszust powiedział grupie, że dalsze utrzymywanie przez miasto wieży Eiffla jest bezcelowe i konieczne jest sprzedanie jej na złom. Wyjaśnił im również, że z uwagi na opinię publiczną konieczne jest zachowanie całej operacji w tajemnicy aż do dopracowania wszystkich szczegółów. Lustig stwierdził, że został mianowany osobą odpowiedzialną za przeprowadzenie całej operacji.
W roku 1925 idea zezłomowania wieży Eiffla nie była tak nieprawdopodobna jak dziś. Wieżę zbudowano specjalnie na paryską Wystawę światową w 1889 roku i po 20 latach miała ona zostać rozebrana z uwagi na to, że odbiegała wizualnie od pozostałych elementów architektonicznych otoczenia. Ponadto w ówczesnych latach wieża znajdowała się w bardzo złym stanie technicznym.
Po spotkaniu w hotelu Lustig zabrał obecnych do wieży w wynajętej limuzynie w celu dokonania inspekcji. Stworzyło to okazję do sprawdzenia, który z nich był najbardziej entuzjastyczny i łatwowierny. Lustig ogłosił zebranym, że oferty należy składać następnego dnia i przypomniał, że sprawa jest tajemnicą państwową. W rzeczywistości Lustig już wiedział, że zaakceptuje ofertę od jednego z handlarzy, Andre Poissona. Poisson był niedoświadczonym biznesmenem chcącym dostać się do najwyższych kręgów paryskiego biznesu. Doszedł do wniosku, że uzyskanie wieży Eiffla umieści go w pierwszej lidze.
Na drodze do realizacji planu stanęła żona Poissona. Podejrzenia wzbudzała w niej szybkość finalizowania przedsięwzięcia i to, jak bardzo Lustig chciał zachować je w tajemnicy. Aby poradzić sobie z jej podejrzeniami, Lustig zorganizował kolejne spotkanie, a następnie podał im fikcyjne powody takiego obrotu spraw. Oszust powiedział im, że nie ma wystarczająco dużo pieniędzy do prowadzenia stylu życia, jaki mu się podobał i musiał znaleźć sposób, aby uzupełnić swoje dochody. Oznaczało to, że jego transakcja musiała zostać przeprowadzona potajemnie. Poisson zrozumiał natychmiast. Miał do czynienia z innymi skorumpowanymi urzędnikami państwowymi, którzy chcieli od niego łapówki. Takie wyjaśnienie uspokoiło Poissona, ponieważ był zaznajomiony z takimi sytuacjami i nie miał problemów z takimi ludźmi.
Podejrzenia żony Poissona sprawiły, że Lustig otrzymał nie tylko środki za wieżę Eiffla, ale również dużą łapówkę. Lustig, jego osobisty sekretarz Franco American, oszust Robert Arthur Tourbillon (znany również jako Dan Collins), pośpiesznie odjechali z walizką pełną pieniędzy pociągiem z Paryża do Wiednia.
Nieoczekiwanie nic się nie stało. Poisson był zbyt upokorzony, aby wznieść skargę do policji. Miesiąc później Lustig wrócił do Paryża, wybrał kolejnych sześciu handlarzy złomem i próbował sprzedać wieżę jeszcze raz. Tym razem jego ofiary zgłosiły sprawę policji. Wszystko wskazywało na to, że kariera Lustiga i Collinsa zostanie zakończona, jednak udało się uniknąć aresztowania.

## Późniejsze lata
Ponieważ działalność we Francji stawała się zbyt ryzykowna, Lustig wyemigrował do USA. Niedługo później, w 1926 roku, zaczął kolejne oszustwo, w trakcie którego sprzedawał po 30 000 dolarów maszyny rzekomo produkujące banknoty 100-dolarowe. Lustig przekonał również Ala Capone do zainwestowania 50 000 dolarów w pewien interes. Oszust ukrył otrzymane pieniądze w sejfie i dwa miesiące później zwrócił się do mafioza z informacją, że biznes padł i nie przyniósł żadnych zysków. Al Capone, będąc pod wrażeniem uczciwości Lustiga, podarował mu 1000 dolarów.
W 1930 Lustig wszedł we współpracę z chemikiem z Nebraski o imieniu Tom Shaw. Zadaniem Shawa było wykonanie płyt grawerowanych do produkcji fałszywych banknotów. Następnym krokiem było zorganizowanie ogólnokrajowej siatki, która służyła do obracania fałszywymi pieniędzmi w kraju. Lustigowi udało się utrzymać wszystko w tajemnicy do tego stopnia, że nawet jego podwładni nie wiedzieli nic o fałszywych banknotach.
Pojawienie się w obiegu dużej ilości fałszywych banknotów zainteresowało Secret Service. 10 maja 1935 Lustig został aresztowany przez agentów federalnych pod zarzutem fałszerstwa. Agenci namierzyli go po zgłoszeniu telefonicznym. Wykonała go z zazdrości jego była kochanka Billy May, która dowiedziała się o romansie między nim i kochanką Shawa, Marie. 
Agenci tajnych służb zatrzymali Lustiga, który miał przy sobie teczkę. W teczce znajdowały się drogie ubrania oraz portfel, w którym ukryty był klucz. Lustig odmówił udzielenia informacji, co otwiera ten klucz, jednak w końcu agenci trafili do szafki na stacji metra Times Square. W szafce ukryte było 51 000 dolarów w podrobionych banknotach i płyty przy pomocy których zostały one wydrukowane. Kilka dni przed procesem zdołał uciec z Federalnej Izby Zatrzymań w Nowym Jorku, ale został ponownie aresztowany 27 dni później w Pittsburghu. Lustig przyznał się na rozprawie i został skazany na 20 lat w więzieniu Alcatraz w Kalifornii.

## „Dziesięć przykazań dla oszusta”
Lustigowi przypisuje się zapisanie zestawu instrukcji znanych jako „Dziesięć przykazań dla oszusta”. Brzmią one następująco: 
- Bądź cierpliwym słuchaczem (nigdy nie mów szybko, daj innym się wypowiedzieć najpierw).
- Nigdy nie wyglądaj na znudzonego.
- Poczekaj, aż inni wyjawią swoje poglądy polityczne, a potem zgódź się z nimi.
- Niech twój rozmówca pierwszy ujawni swoje poglądy religijne, powiedz, że masz takie same.
- Nawiązuj w rozmowie do seksu ale nigdy go nie proponuj, chyba że osoba wykazuje silne zainteresowanie.
- Nigdy nie rozmawiaj o chorobach, chyba że to jakiś specjalny problem.
- Nigdy nie wtrącaj się w życie osobiste danej osoby (sama powie ci w końcu wszystko).
- Nigdy się nie przechwalaj (zachowuj się, jakby twoja ważność była oczywista).
- Nigdy nie bądź zaniedbany.
- Nigdy się nie upijaj.

## Śmierć
W dniu 9 marca 1947 r. Lustig zachorował w więzieniu na zapalenie płuc. Został przewieziony do Centrum Medycznego federalnych więzień w Springfield w stanie Missouri. Dwa dni po zachorowaniu zmarł. Na jego akcie zgonu jako zawód został podany pomocnik sprzedawcy.